# Ferdinand Barbedienne

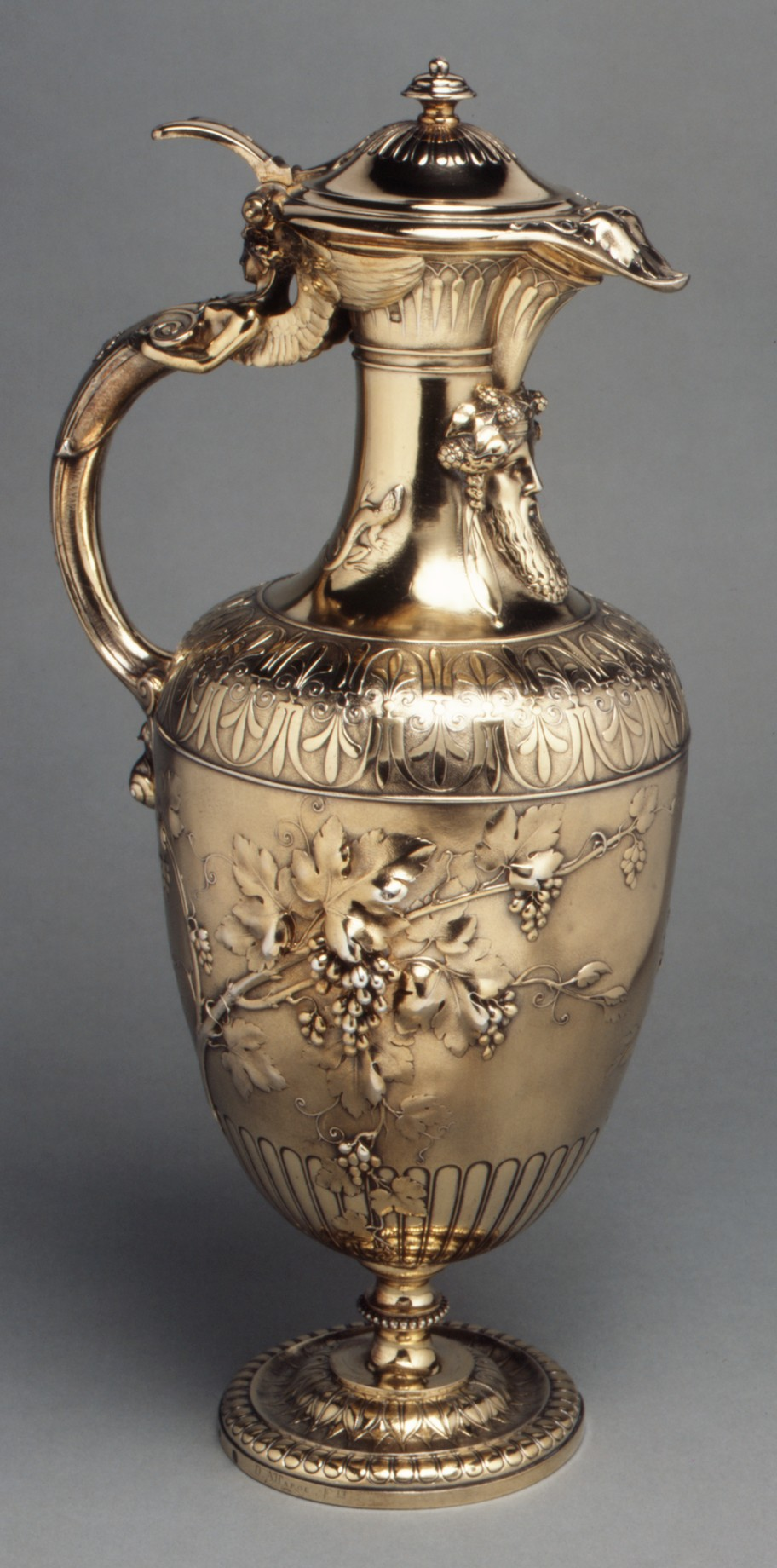
Aguamanil (1875), Museo Metropolitano de Arte, Nueva York

Ferdinand Barbedienne (L'Oudon, 6 de agosto de 1810–París, 21 de marzo de 1892) fue un ebanista y broncista francés, exponente del estilo Segundo Imperio. 

## Biografía
Trabajó para diversos escultores, como Antoine-Louis Barye. En 1839 se asoció a Achille Collas, inventor de un sistema de reducción de esculturas, con el que montó una fábrica de bronces en París, que llegó a tener trescientos trabajadores. Además de objetos de bronce elaboraban muebles y piezas de plata, en un estilo ecléctico que iba desde el neorrenacentista hasta el neo-Luis XVI.
En 1850 recibió el encargo de amueblar el Hôtel de Ville (ayuntamiento) de París. En 1851 participó en la Gran Exposición de Londres con una librería de ébano y bronce basada en modelos de Ghiberti y Miguel Ángel. También estuvo presente en la Exposición Universal de 1862 con un jarrón de bronce con esmaltes campeados, conservado actualmente en el Victoria & Albert Museum de Londres.
En la década de 1880 decantó su producción por la influencia oriental, principalmente china y japonesa.
En 1863 recibió la Legión de Honor con el grado de caballero, que fue elevado al de oficial en 1867 y al de comandante en 1874.